# 1576-os busz
Az 1576-os jelzésű autóbusz egy országos autóbuszjárat volt, amely Pécset kötötte össze Keszthellyel.
Útvonalhossza Sásd érintésével 168,2 km, Szigetvár érintésével 173,4 km volt. Menetideje Keszthely felé Sásd érintésével 3 óra 50 perc (230 perc), Szigetvár érintésével 4 óra 5 perc (245 perc) volt. Pécs felé Sásd érintésével 3 óra 45 perc (225 perc), Szigetvár érintésével 3 óra 55 perc (235 perc) volt.
A hetek első iskolai előadási napját megelőző napokon egy járat, mellette június első felében plusz egy járatpár szállította az utasokat. Nyári tanszünetben naponta kettő járatpár szállította az utasokat.
A 2020. július 1-jei menetrend módosításokkal a Volánbusz megszüntette az autóbuszvonalat. A járatok 1578-as és 1579-es vonalszámon meghosszabbításra kerültek.

## Megállóhelyei
| 0  | 0  | Pécs, autóbusz-állomás végállomás          | 26 | 28 | 3, 3E, 4, 4Y, 6, 7, 7Y, 8, 13, 13E, 13Y, 15, 15A, 20, 21, 21A, 22, 23, 23Y, 24, 30, 31, 32, 32Y, 33, 34F, 34Y, 35Y, 41, 41Y, 42, 42Y, 43, 44, 46, 60, 60A, 73, 73Y, 103, 104, 104A, 104E, 107E, 109E, 121, 130, 130A, 913, 932, 973 1134, 1486, 1503, 1504, 1508, 1524, 1562, 1564, 1566, 1568, 1569, 1596, 1641, 1665, 1668, 1673, 1707, 1740, 1742, 1843 5600, 5601, 5602, 5603, 5605, 5606, 5608, 5610, 5611, 5620, 5623, 5624, 5625, 5626, 5627, 5628, 5630, 5634, 5635, 5636, 5638, 5642, 5643, 5645, 5646, 5647, 5650, 5655, 5656, 5658, 5660, 5661, 5662, 5663, 5666, 5667, 5670, 5671, 5672, 5673, 5674, 5676, 5677, 5678, 5679, 5680, 5682, 5683, 5685, 5686, 5688, 5689, 5690, 5696, 5698, 5856 |
| 1  | ∫  | Pécs, budai vám                            | 25 | ∫  | 1740 5605, 5606, 5608, 5610, 5611, 5612, 5620, 5623, 5624, 5625, 5626, 5627, 5628, 5630, 5634, 5635, 5636, 5639, 5856 |
| 2  | ∫  | Magyarszék, barátúri elágazás              | 24 | ∫  | 5605, 5606, 5608, 5700, 5701, 5722, 5723, 5740 |
| 3  | ∫  | Sásd, kaposvári útelágazás                 | 23 | ∫  | 1564, 1740 5516, 5605, 5606, 5608, 5700, 5701, 5702, 5704, 5706, 5721, 5740, 5930, 5931, 5932 |
| ∫  | 1  | Pécs, Uránváros autóbusz-állomás           | ∫  | 27 | 1503, 1569, 1596, 1665, 1668, 1673, 1742 5600, 5601, 5602, 5603, 5670, 5671, 5672, 5673, 5674, 5676, 5677, 5678, 5685, 5686, 5687, 5688, 5689, 5690, 5696, 5698 |
| ∫  | 2  | Szentlőrinc, bükkösdi elágazás             | ∫  | 26 | 1569, 1742 5683, 5685, 5686, 5687, 5688, 5689, 5690 |
| ∫  | 3  | Szigetvár, autóbusz-állomás                | ∫  | 25 | 1, 1A, 2, 2A 1562 5685, 5686, 5687, 5688, 5689, 5690, 5870, 5871, 5875, 5885, 5887, 5890, 5895, 5932, 5942, 6088 |
| ∫  | 4  | Szentlászló, községháza                    | ∫  | 24 | 5875, 5942 |
| ∫  | 5  | Bőszénfa, csárda                           | ∫  | 23 | 5942 |
| 4  | 6  | Kaposvár, autóbusz-állomás (Városliget)    | 22 | 22 | 1, 3, 4, 5, 6, 7, 8, 8B, 8E, 8Y, 9, 10, 11, 11Y, 12, 13, 14, 15, 18, 31, 81, 91, Ingajárat 1174, 1175, 1176, 1503, 1592, 1593, 1596, 1641, 1652, 1665, 1673, 1668, 1725, 1742 5606, 5690, 5900, 5905, 5906, 5910, 5912, 5914, 5916, 5917, 5918, 5920, 5922, 5923, 5924, 5925, 5928, 5930, 5931, 5935, 5940, 5942, 5946, 5960, 5962, 5964, 5966, 5969, 5970, 5972, 5974, 5976, 5980, 5982, 5984, 5985, 5986, 5987, 5988, 5989, 5991, 6011, 6041 |
| 5  | 7  | Balatonlelle, vasúti megállóhely           | 21 | 21 | 1177, 1499, 1506, 1519, 1528, 1592, 1665, 1742, 1842 5905, 6040, 6041, 6042, 6043, 6071, 6101, 6195 |
| 6  | 8  | Balatonboglár, orvosi rendelő              | 20 | 20 | 1499, 1506, 1519, 1528, 1665 5905, 6040, 6042, 6043, 6071, 6195 |
| 7  | 9  | Balatonboglár, vasútállomás                | 19 | 19 | 1499, 1506, 1519, 1528, 1665, 1842 5905, 5988, 6040, 6042, 6043, 6071, 6175, 6176, 6195 |
| 8  | 10 | Fonyód (Fonyódliget), Árpád utca           | 18 | 18 | 5905, 5988, 6040, 6042, 6043, 6071, 6195 |
| 9  | 11 | Fonyód, vasútállomás                       | 17 | 17 | 1, 2 1499, 1506, 1519, 1528, 1665, 1842 5905, 5987, 5988, 6040, 6042, 6043, 6071, 6195, 6196 |
| 10 | 12 | Fonyód (Bélatelep), forduló                | 16 | 16 | 1 5905, 6042, 6043 |
| 11 | 13 | Fonyód (Alsóbélatelep), vasúti megállóhely | 15 | 15 | 5905, 6042, 6043 |
| 12 | 14 | Balatonfenyves, Tömörkény utca             | 14 | 14 | 5905, 6042, 6043 |
| 13 | 15 | Balatonfenyves, felső                      | 13 | 13 | 5905, 6042, 6043 |
| 14 | 16 | Balatonfenyves, vasútállomás               | 12 | 12 | 1499, 1506, 1665, 1842 5905, 6042, 6043 |
| 15 | 17 | Balatonfenyves, Pajtás utca                | 11 | 11 | 5905, 6042, 6043 |
| 16 | 18 | Balatonfenyves, alsó                       | 10 | 10 | 5905, 6042, 6043 |
| 17 | 19 | Balatonfenyves, Révész utca                | 9  | 9  | 5905, 6042, 6043 |
| 18 | 20 | Balatonmáriafürdő, Faluház utca            | 8  | 8  | 5905, 6042, 6043 |
| 19 | 21 | Balatonmáriafürdő, Cserfa utca             | 7  | 7  | 5905, 6042, 6043 |
| 20 | 22 | Balatonmáriafürdő, Bükkfa utca             | 6  | 6  | 5905, 6042, 6043 |
| 21 | 23 | Balatonkeresztúr, Aradi utca               | 5  | 5  | 5905, 6042, 6043 |
| 22 | 24 | Balatonkeresztúr, temető                   | 4  | 4  | 5905, 6042, 6043 |
| 23 | 25 | Balatonmáriafürdő, vasútállomás            | 3  | 3  | 5976, 6042, 6043, 6081, 6160, 6162, 6164, 6166, 6197 |
| 24 | 26 | Balatonmáriafürdő, Vilma utca              | 2  | 2  | 1665 5976, 6081, 6162, 6164, 6166, 6197 |
| 25 | 27 | Balatonberény, vasútállomás                | 1  | 1  | 1665 5976, 6081, 6162, 6164, 6166, 6197 |
| 26 | 29 | Keszthely, autóbusz-állomás végállomás     | 0  | 0  | 1, 2, 3, 5, 70, C5 1188, 1190, 1193, 1194, 1212, 1499, 1506, 1519, 1569, 1625, 1626, 1627, 1629, 1630, 1636, 1665, 1666, 1673, 1712, 1724, 1725, 1732, 1733, 1735, 1736, 1793, 1794, 1808, 1842, 1844 5974, 5977, 6162, 6164, 6192, 6216, 6230, 6231, 6237, 6306, 6310, 6316, 6350, 6355, 6360, 6361, 6364, 6370, 6373, 6375, 6384, 6386, 6387, 6390, 6391, 6395, 6398, 6415, 7721, 7722, 7836 |